# Hyporhagus texanus
Hyporhagus texanus là một loài bọ cánh cứng trong họ Zopheridae. Loài này được Linell miêu tả khoa học năm 1899.